# Tong xue liang yi sui
Tong xue liang yi sui (同学两亿岁S, lett. "La compagna di classe che ha duecento milioni di anni"), noto anche con il titolo internazionale in lingua inglese My Classmate from Far Far Away (lett. "La mia compagna di classe che viene da molto molto lontano") è una serie televisiva cinese del 2018.

## Trama
Xuan Mo è una ragazza sedicenne che, dopo una delusione d'amore, decide di fare un'immersione insieme alla migliore amica Tian Jing Jing. Attratta da una strana pietra luccicante, Xuan Mo si avventura troppo in profondita, finendo per perdere la vita; nel suo corpo entra tuttavia un'aliena, Abu Dhuo Rui, risvegliata da un "sonno" lungo ducento milioni di anni. L'aliena era stata il comandante di un esercito in una gigantesca battaglia intergalattica avvenuta tempo prima, e mentre cerca un modo per tornare sul proprio pianeta è costretta a fingere di essere Xuan Mo.
Inizialmente Abu Dhuo Rui detesta la vita degli umani, da lei definita "arretrata", ma in seguito il rapporto con i genitori di Xuan, che la circondano con un affetto genuino e sincero, con l'amica Tian Jing Jing e con il fratellastro Lu Yu Chen, che inizialmente la bullizza ma poi si affeziona a lei, la portano a comprendere realmente le emozioni e le sensazioni umane. Abu Dhuo Rui, nei panni di Xuan Mo, inizia infine lentamente a innamorarsi del compagno di classe Yi Hai Lan, il quale – stupito dal repentino cambio di comportamento della ragazza – cerca di primeggiare con lei in tutto.
Per tentare di mettersi in contatto con il proprio pianeta, "Xuan Mo" si affilia anche all'organizzazione District Seven, gestita da Ah Gui, giovane ed energica esperta di pugilato che decide in seguito di sposare Lu Yu Chen. Liberatasi di alcuni scienziati che avevano tentato di rapire lei e altri suoi simili per alcune loro ricerche, Abu Dhuo Rui decide infine di non tornare sul proprio pianeta e di proseguire la relazione con Lu Yu Chen, rimanendo inoltre accanto a Tian Jing Jing (la quale nel frattempo si era innamorata, ricambiata, di un alieno che collaborava con "Xuan Mo").